# Монтреј (Сена Сен Дени)
Монтреј (фр. Montreuil) град је у Француској у Париском региону, у департману Сена-Сен Дени.
По подацима из 2006. године број становника у месту је био 101.587.

## Демографија
| 1962.  | 1968.  | 1975.  | 1982.  | 1990.  | 1999.  | 2006.   | 2011.   |
| ------ | ------ | ------ | ------ | ------ | ------ | ------- | ------- |
| 92.207 | 95.698 | 96.587 | 93.368 | 94.754 | 90.674 | 101.587 | 103.068 |

## Партнерски градови
- Котбус
- Хај Зионг
- Дијадема
- Чангчуен
- Агадир
- Beit Sira
- Бистрица
- Гросето
- Митишчи
- Слау
- Yélimané
- Cercle